# Eugorna vidua
Eugorna vidua là một loài bướm đêm trong họ Noctuidae.